# Madi M. K. Ceesay
Madi M. K. Ceesay (* 5. Mai 1957 in Perai) ist Journalist und Politiker im westafrikanischen Staat Gambia und ein führender Aktivist der Pressefreiheit. Er war Präsident der Gambia Press Union (GPU).

## Leben
Nach dem Besuch der Grundschule in Kerewan Samba Sira und Brikama Ba und der weiterführenden Schule in Latri Kunda ging er auf das Yundum College. 1976 wurde Ceesay für ein Jahr als Lehrer eingestellt. Anschließend arbeitete er bei einer Genossenschaft, im Hotelwesen und in einem Krankenhaus, bevor er zum Journalismus kam.
Von 1996 arbeitete Ceesay für das wöchentliche Magazin Gambia News & Report, zuvor arbeitete er freiberuflich für das Magazin (ab 1993/94). Er arbeitete zunächst als Reporter und später als stellvertretender Chefredakteur. Im April 2001 wurde als Vizepräsident der GPU gewählt. Im Juni 2001 wurde die Association of Health Journalists gegründet, wobei Ceesay als Präsident fungiert. Im März 2005 wurde Ceesay zum Präsidenten der GPU gewählt.
2006 beendete Ceesay seine Arbeit bei dem News & Report und übernahm als General Manager die Führung bei der Tageszeitung The Independent. The Independent wurde von der Regierung geschlossen und Ceesay zusammen mit Musa Saidykhan im März 2006 eine Zeit lang von der National Intelligence Agency (NIA) inhaftiert. Im Oktober des gleichen Jahres wurde er vom Committee to Protect Journalists mit dem International Press Freedom Award ausgezeichnet.
2006 gründete Ceesay die Media Agenda deren Direktor er wurde. Für eine weitere Amtszeit bei der GPU stand Ceesay 2008 nicht mehr zur Verfügung und Ndey Tapha Sosseh wurde als neue Präsidentin gewählt. Ab 2009 war Ceesay Chefredakteur  und Herausgeber des Daily News, das er gründete und am 6. April 2009 erstmals erschienen ist.
| Parlamentswahl | Stimmen | Stimmanteil |
| -------------- | ------- | ----------- |
| 2017           | 4.367   | 29,78 %     |
| 2022           | 5.021   | 28,63 %     |

Bei der Wahl zum Parlament 2017 trat Ceesay als Kandidat der United Democratic Party (UDP) im Wahlkreis Serekunda West in der Kanifing Administrative Region an. Mit 48,43 % konnte er den Wahlkreis vor Samba Jatta (APRC) für sich gewinnen. Auch bei den folgenden Parlamentswahlen 2022 erreichte er als UDP-Kandidat erneut die meisten Stimmen im Wahlkreis und wurde Mitglied der 6. Gambischen Nationalversammlung.

## Auszeichnungen
- 2006 – CPJ International Press Freedom Awards